# Pomaski Małe
Pomaski Małe (dawn. Pomaski-Sikuty) – wieś sołecka w Polsce położona w województwie mazowieckim, w powiecie makowskim, w gminie Szelków.
W latach 1975–1998 miejscowość administracyjnie należała do województwa ostrołęckiego.